# Neostroblia deficiens
Neostroblia deficiens là một loài tò vò trong họ Ichneumonidae.